# Kelisia haupti
Kelisia haupti är en insektsart som beskrevs av Wagner 1939. Kelisia haupti ingår i släktet Kelisia och familjen sporrstritar. Inga underarter finns listade i Catalogue of Life.